# Evelyn Lambart
Evelyn Lambart   (Ottawa, 23 de juliol de 1914 - Sutton, 3 d'abril de 1999) fou una de les animadores canadenques més importants de tots els temps. Va ser la primera dona que va entrar a la secció d'animació del National Film Board of Canada. Integrada en l'equip de treball de Norman McLaren, va codirigir obres tant importants com Begone Dull Care, Lines: Vertical o Le Merle. En la seva carrera en solitari, l'animadora es va decantar més per l'animació amb retalls de paper i va tornar a la construcció d'històries més clàssiques.